# Hans-Ruedi Büchi
Hans-Ruedi Büchi (* 6. Juli 1963 in Winterthur) ist ein ehemaliger Schweizer Radrennfahrer und nationaler Meister im Radsport.

## Sportliche Laufbahn
Büchi war Spezialist für Querfeldeinrennen. Von 1987 bis 1989 startete Büchi als Berufsfahrer. 1987 gewann er im Querfeldeinrennen (heutige Bezeichnung Cyclosport) die nationale Meisterschaft vor Pascal Richard. Viermal startete er bei den UCI-Weltmeisterschaften im Querfeldeinrennen. 1986 wurde er beim Sieg von Vito Di Tano Vierter und damit bester Schweizer. 1987 wurde er Achter, als Mike Kluge den Titel errang. Er war wiederum bester Schweizer. 1988 belegte er den 7. Platz und 1989 wurde er 22. des Titelrennens. Im Strassenradsport blieb er ohne Erfolge.